# NBBJ
NBBJ est une agence d'architecture américaine implantée mondialement. 
Elle a été fondée en 1943 par des architectes de Seattle; Floyd Naramore, William J. Bain, Clifton Brady, et Perry Johanson. Son siège est toujours situé à Seattle, dans le quartier de Cascade. C'est la 10e agence d'architecture dans le monde et la 5e des États-Unis en 2010 selon le journal BD.
L'agence a réalisé un certain nombre de gratte-ciel (une douzaine) et d'enceintes sportives.

## Quelques réalisations

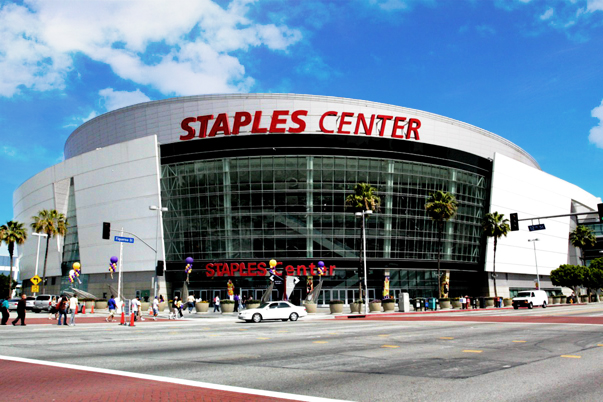
Crypto.com Arena de Los Angeles

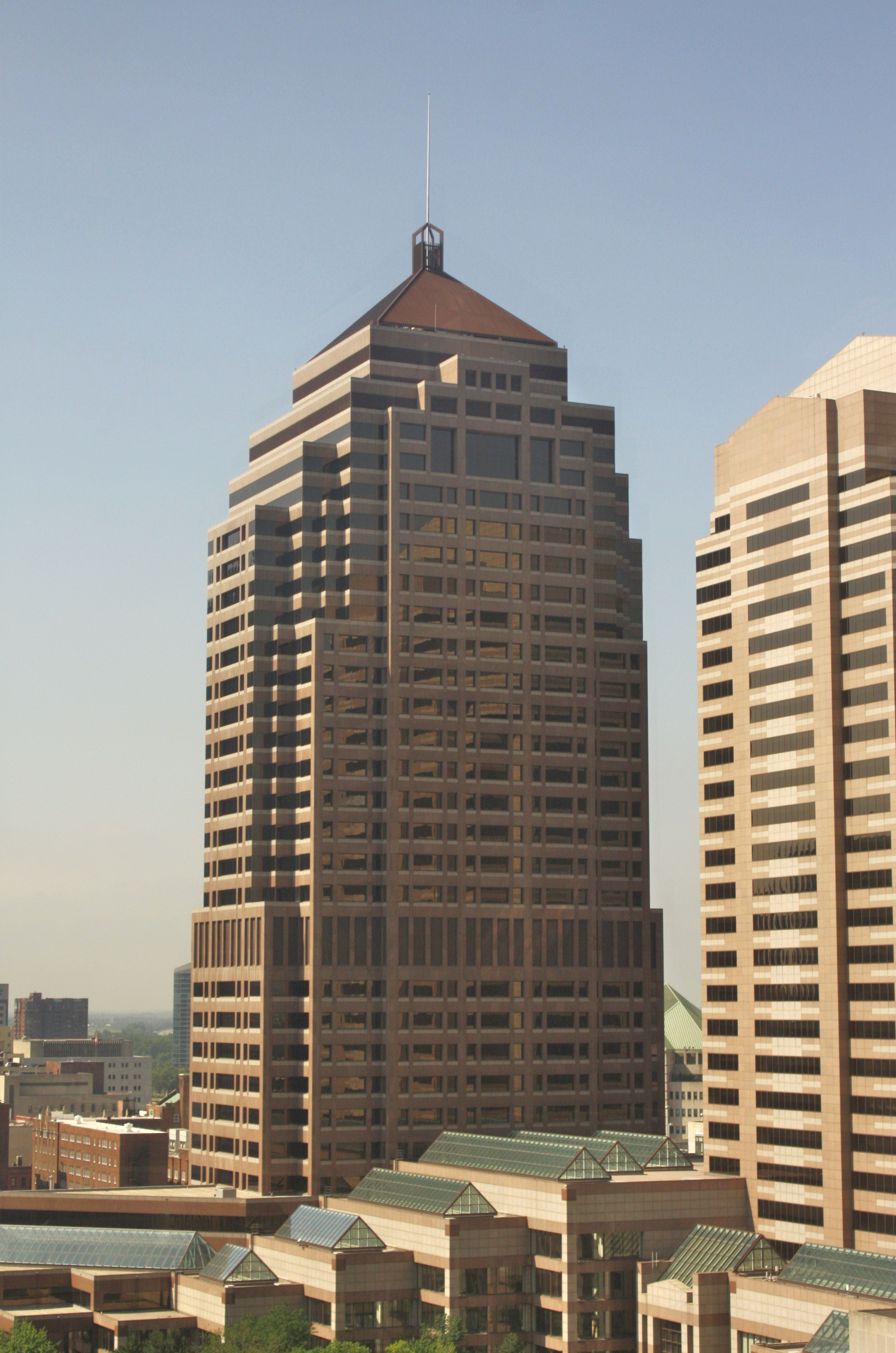
William Green Building à Columbus

### Urbain
- Three Nationwide Plaza,  Columbus, États-Unis, 1988
- Two Union Square, Seattle,  États-Unis, 1989

### Sièges et bureaux
- Rainier Tower, Seattle, États-Unis, 1977
- One Columbus Center, Columbus, États-Unis, 1987
- Vern Riffe State Office Tower, Columbus, États-Unis, 1988
- William Green Building, Columbus, États-Unis, 1990[2].
- Siège de Reebok, Canton, Massachusetts, 2002[3]
- Siège de Telenor, Oslo, Norvège, 2002[4]
- Lincoln Financial Field, stade de football américain de Philadelphie, 2003
- Siège de Boeing, à Renton (Washington), 2004[5]
- City of Capitals: Moscow et City of Capitals: Saint Petersburg, gratte ciel, le premier étant le plus haut d'Europe, à Moscou, 2008-2009
- Imperia Tower, Moscou, 2010
- Siège de la Fondation Bill-et-Melinda-Gates à Seattle, Washington, 2011[6]
- Siège de Russell Investments à Seattle, Washington, 2011[6]
- Siège de Samsung à San José, Californie, 2016[7]
- Siège de Tencent, Shenzhen, Chine, 2016[8]
- Amazon Spheres, Seattle, Washington, 2018[9]

### Résidentiel
- The Sail @ Marina Bay, gratte ciel résidentiel à Singapour, 2008

### Sports et salles d'évènements
- Rénovation de la KeyArena at Seattle Center, salle multisport, 1995
- Safeco Field, stade de base ball de Seattle, 1999
- Columbus Crew Stadium, stade de soccer de Columbus, 1999
- Crypto.com Arena, Los Angeles, 1999
- Nationwide Arena à Columbus, Ohio, 2000
- Paul Brown Stadium, stade de football américain de Cincinnati, 2000
- Miller Park, stade de base ball de Milwaukee, États-Unis, 2001
- Lincoln Financial Field, stade de football américain de Philadelphie, 2003
- Hangzhou Sports Park Stadium, stade de Hangzhou, Chine, 2016[10],[11]

### Civique
- United States Federal Courthouse, Seattle, États-Unis, 2004

## Projets futurs
- District Spring (en), master plan pour le renouvellement urbain du district à la ville de Bellevue, Washington, 2020[12]
- Alaska Airlines Corporate Hub, siège de la compagnie aérienne américaine à l'Aéroport international de Seattle-Tacoma  (Seatac), Washington, 2020[13]